# Ellen Pompeo
Ellen Kathleen Pompeo (Everett, Massachusetts, 10 de noviembre de 1969) es una actriz estadounidense mayormente conocida por su papel de Meredith Grey en la serie de televisión de ABC, Grey's Anatomy.

## Primeros años
Ellen Kathleen Pompeo nació el 10 de noviembre de 1969 en Everett, Massachusetts. Es hija de Joseph E. Pompeo y de Kathleen B. O'Keefe. Tiene cinco hermanos mayores: tres hermanas (Maureen, Suzanne y Kathleen) y dos hermanos (Joey y Dean). Su padre nació en Gesualdo, Italia, y tiene ascendencia inglesa e irlandesa. Sirvió en el ejército de los Estados Unidos durante el conflicto de Corea y trabajó como vendedor para Lorillard Tobacco Company durante más de treinta años. Su madre murió de una sobredosis accidental de analgésicos cuando Ellen tenía cuatro años y su padre volvió a casarse poco después con Sheila Lubell. Finalmente, su padre falleció el 1 de septiembre de 2012 a los 76 años después de una larga batalla contra el cáncer.
A los 21 años, se mudó de Everett a Miami, donde trabajó como camarera en bares cuando comenzó a salir con el jugador de haxball Bruno Pires da Costa. Juntos, se trasladaron en 1995 a la ciudad de Nueva York, donde fue abordada por una agente de casting quien la convenció de aparecer en los comerciales de Citibank y L'Oréal. 
Allí se sintió atraída por la actuación y tuvo algunas apariciones mínimas en series importantes, además de algún papel en películas de baja categoría.

## Carrera profesional

### 1995–2004: Inicios y primeros papeles
Sus primeros trabajos fueron desde anuncios hasta pequeñas películas independientes. En 1996, hizo su debut televisivo como estrella invitada en el drama policial Ley y Orden, serie en la que volvió a aparecer en el año 2000. Su debut cinematográfico tuvo lugar en la película Coming Soon en el año 1999 con un esporádico personaje. También fue estrella invitada en Strangers with Candy, Doctoras en Filadelfia y Friends. Luego, se mudó a Los Ángeles en 2001 y participó en la película Mambo Café con Thalía y Danny Aiello.
En 2002 participó en la película Moonlight Mile, con Jake Gyllenhaal,Dustin Hoffman y Susan Sarandon. Seguidamente, Steven Spielberg la eligió para un papel secundario en Atrápame si puedes (2002) —interpretó a Marcie, una de las mujeres abandonadas por el estafador Frank Abagnale Jr. (Leonardo DiCaprio)—. En Daredevil (2003) interpretó a Karen Page, la secretaria del protagonista (Ben Affleck), un papel que al principio iba a tener peso en la película pero que, finalmente, el director mermó en la mesa de montaje. En 2004 apareció en la comedia Old School.

### 2005–act.:Grey's Anatomyy carrera en televisión
Cuando ya se daba por vencida y empezó a conformarse con papeles menores, le llega la oportunidad de convertirse en la protagonista de Grey's Anatomy (2005-actualidad).
Desde entonces, fue dirigiendo su carrera hacia la televisión, donde interpreta a la doctora Meredith Grey. Ha aparecido asimismo en series tan importantes como Law & Order, además de un cameo en Friends. También actuó en Art Heist, donde una experta en pintura es enviada a España a investigar el robo de un valioso cuadro. Sus pesquisas atraen la ira de los ladrones, conectados con la mafia rusa.
En 2013, 2015 y 2016 ganó un People's Choice Award a la actriz de drama de televisión favorita por su actuación en Grey's Anatomy.
Ha participado en el video de Taylor Swift, "Bad Blood", en donde interpreta a una de las amigas de la cantante con el seudónimo de "Luna".

## Vida personal
El 9 de noviembre de 2007 se casó con Chris Ivery en Nueva York, en una ceremonia civil oficiada por el alcalde Michael Bloomberg.
En abril de 2009 se dio a conocer el embarazo de Ellen Pompeo, y el 15 de septiembre dio a luz a la primera hija del matrimonio: Stella Luna. En octubre de 2014 vino al mundo su segunda hija, Sienna May, nacida de una gestación subrogada, y en 2016 nació su tercer hijo también por gestación subrogada, Eli Christopher.

## Filmografía

### Cine
| Año  | Título                                | Papel                     | Notas              |
| ---- | ------------------------------------- | ------------------------- | ------------------ |
| 1995 | Do You Have the Time                  | Mujer                     | Cortometraje       |
| 1999 | 8 ½ x 11                              | Mujer de recursos humanos | Cortometraje       |
| 1999 | Coming Soon                           | Chica molesta             |                    |
| 2000 | Eventual Wife                         | Beth                      | Cortometraje       |
| 2000 | In the Weeds                          | Martha                    |                    |
| 2000 | Mambo Café                            | Stacy                     |                    |
| 2002 | Moonlight Mile                        | Bertie Knox               |                    |
| 2002 | Atrápame si puedes                    | Marci                     |                    |
| 2003 | Old School                            | Nicole                    |                    |
| 2003 | Daredevil                             | Karen Page                |                    |
| 2003 | Undermind                             | Flynn                     |                    |
| 2004 | Nobody's Perfect                      | Veronica                  | Cortometraje       |
| 2004 | Art Heist                             | Sandra Walker             |                    |
| 2004 | Eternal Sunshine of the Spotless Mind | Naomi                     | Escenas eliminadas |
| 2005 | Life of the Party                     | Phoebe Elgin              |                    |

### Televisión
| Año              | Título                        | Papel                        | Notas                                                                        |
| ---------------- | ----------------------------- | ---------------------------- | ---------------------------------------------------------------------------- |
| 1996, 2000       | Law & Order                   | Jenna Weber / Laura Kendrick | Episodios: "Savior" y "Fools for Love"                                       |
| 1999             | Strangers with Candy          | Lizzie Abrams                | Episodio: "Feather in the Storm"                                             |
| 2000             | Get Real                      | Nina Adler                   | Episodio: "History Lessons"                                                  |
| 2001             | The Job                       | Sue                          | Episodio: "Anger"                                                            |
| 2001             | Strong Medicine               | Quincy Dunne                 | Episodio: "Wednesday Night Fever"                                            |
| 2004             | Friends                       | Missy Goldberg               | Episodio: "The One Where the Stripper Cries"                                 |
| 2005-2025        | Grey's Anatomy                | Dra. Meredith Grey           | 437 episodios (24 solo voz)                                                  |
| 2015             | Repeat After Me               | Ella misma                   | Episodio: "Episode 108"                                                      |
| 2017             | Doc McStuffins                | Willow (voz)                 | Episodio: "Toy Hospital: Camille Gets Over the Hump/Willow's Wonky Whiskers" |
| 2018, 2020, 2023 | Station 19                    | Dra. Meredith Grey           | Episodios: "Stuck", "Louder Than a Bomb" & "We Build Then We Break"          |
| 2019             | RuPaul's Drag Race: All Stars | Ella misma                   | Juez invitada (temporada 4)                                                  |
| 2021             | Martha Gets Down and Dirty    | Ella misma                   | Episodio: "Flower Power"                                                     |
| 2025             | Good American Family          | Kristine Barnett             | Miniserie                                                                    |

### Videos musicales
| Año  | Título      | Artista      | Papel | Ref.   |
| ---- | ----------- | ------------ | ----- | ------ |
| 2015 | "Bad Blood" | Taylor Swift | Luna  | [ 19 ] |

### Como directora
| Año       | Título         | Papel     | Notas                                                         | Ref.   |
| --------- | -------------- | --------- | ------------------------------------------------------------- | ------ |
| 2017–2018 | Grey's Anatomy | Directora | 2 episodios: "Be Still, My Soul" & "Old Scars, Future Hearts" | [ 20 ] |

### Como productora
| Año           | Título               | Papel                  | Notas        |
| ------------- | -------------------- | ---------------------- | ------------ |
| 2017–presente | Grey's Anatomy       | Productora             | 7 temporadas |
| 2018–2024     | Station 19           | Coproductora ejecutiva | 6 temporadas |
| 2025          | Good American Family | Productora ejecutiva   | Miniserie    |

## Premios y nominaciones
| Premios Globo de Oro | Premios Globo de Oro                        | Premios Globo de Oro | Premios Globo de Oro | Premios Globo de Oro |
| Año                  | Categoría                                   | Trabajo nominado     | Resultado            | Ref.                 |
| -------------------- | ------------------------------------------- | -------------------- | -------------------- | -------------------- |
| 2006                 | Mejor actriz de serie de televisión - Drama | Grey's Anatomy       | Nominada             | [ 21 ]               |

| Premios del Sindicato de Actores | Premios del Sindicato de Actores     | Premios del Sindicato de Actores | Premios del Sindicato de Actores | Premios del Sindicato de Actores |
| Año                              | Categoría                            | Trabajo nominado                 | Resultado                        | Ref.                             |
| -------------------------------- | ------------------------------------ | -------------------------------- | -------------------------------- | -------------------------------- |
| 2006                             | Mejor reparto en una serie dramática | Grey's Anatomy                   | Nominada                         | [ 22 ]                           |
| 2007                             | Mejor reparto en una serie dramática | Grey's Anatomy                   | Ganadora                         | [ 23 ]                           |
| 2008                             | Mejor reparto en una serie dramática | Grey's Anatomy                   | Nominada                         | [ 24 ]                           |

| Premios Disney Legends | Premios Disney Legends                                                               | Premios Disney Legends | Premios Disney Legends | Premios Disney Legends |
| Año                    | Categoría                                                                            | Trabajo nominado       | Resultado              | Ref.                   |
| ---------------------- | ------------------------------------------------------------------------------------ | ---------------------- | ---------------------- | ---------------------- |
| 2022                   | Honored as a Disney Legend for her "extraordinary contribution to the Disney legacy" | Ella misma             | Ganadora               | [ 25 ]                 |